# Normierter Raum
Ein normierter Raum oder normierter Vektorraum ist in der Mathematik ein Vektorraum, auf dem eine Norm definiert ist. Jeder normierte Raum ist mit der durch die Norm induzierten Metrik ein metrischer Raum und mit der durch diese Metrik induzierten Topologie ein topologischer Raum. Ist ein normierter Raum vollständig, so nennt man ihn einen vollständigen normierten Raum oder Banachraum. Ein normierter Raum kann von einem Prähilbertraum über die Skalarproduktnorm oder von einem Vektorraum mit Halbnorm als Faktorraum abgeleitet werden.
Normierte Räume sind ein zentrales Studienobjekt der Funktionalanalysis und spielen eine wichtige Rolle bei der Lösungsstruktur partieller Differentialgleichungen und Integralgleichungen.

## Definition
Ist {\displaystyle V} ein Vektorraum über dem Körper {\displaystyle \mathbb {K} } der reellen oder der komplexen Zahlen und {\displaystyle \|\cdot \|\colon V\to \mathbb {R} _{0}^{+}} eine Norm auf {\displaystyle V}, dann nennt man das Paar {\displaystyle (V,\|\cdot \|)} einen normierten Vektorraum. Eine Norm {\displaystyle \|\cdot \|} ist dabei eine Abbildung, welche einem Element des Vektorraums eine nicht-negative reelle Zahl zuordnet und die drei Eigenschaften Definitheit, absolute Homogenität und Subadditivität besitzt. Das heißt, {\displaystyle \|\cdot \|\colon V\to \mathbb {R} _{0}^{+}} ist eine Norm, wenn für alle {\displaystyle x,y} aus dem  {\displaystyle \mathbb {K} }-Vektorraum und alle  {\displaystyle \lambda } aus {\displaystyle \mathbb {K} } gilt:
1. {\displaystyle \|x\|=0\quad \Leftrightarrow \quad x=0}   (Definitheit)
2. {\displaystyle \|\lambda x\|=|\lambda |\cdot \|x\|}   (absolute Homogenität)
3. {\displaystyle \|x+y\|\leq \|x\|+\|y\|}   (Subadditivität, auch Dreiecksungleichung genannt)

Wenn klar ist, um welche Norm es sich handelt, kann man auch auf ihre explizite Angabe verzichten und nur {\displaystyle V} für den normierten Raum schreiben.

## Geschichte
Hermann Minkowski verwendete ab 1896 zur Untersuchung zahlentheoretischer Fragestellungen nach heutiger Terminologie endlichdimensionale normierte Vektorräume. Die axiomatische Definition des Vektorraums setzte sich erst in den 1920er Jahren durch. Minkowski stellte fest, dass es zur Festlegung eines mit der Vektorstruktur verträglichen Abstandes nur nötig ist, den Eichkörper anzugeben. Ein Eichkörper ist die Menge aller Vektoren mit der Norm beziehungsweise Länge kleinergleich eins. Beispielsweise ist die Vollkugel mit Radius eins ein Eichkörper. Minkowski stellte außerdem fest, dass der Eichkörper eine konvexe und bezüglich des Koordinatenursprunges zentralsymmetrische Teilmenge ist, siehe Minkowski-Funktional.
Das heute übliche Normsymbol {\displaystyle \|\cdot \|} wurde erstmals von Erhard Schmidt 1908 verwendet. Seine Arbeiten legten es nahe, den Ausdruck {\displaystyle \|x-y\|} als den Abstand zwischen den Vektoren {\displaystyle x} und {\displaystyle y} aufzufassen. In einer im Jahre 1918 erschienenen Arbeit verwendete Frigyes Riesz das Normsymbol systematisch für die Supremumsnorm auf dem Raum der stetigen Funktionen über einem kompakten Intervall.
Nach Vorarbeiten von Henri Lebesgue aus den Jahren 1910 und 1913 entwickelte Stefan Banach in seiner Dissertation von 1922 die axiomatische Definition der Norm beziehungsweise des normierten Vektorraums. Nach ihm sind die vollständigen normierten Vektorräume, die Banachräume, benannt.

## Beispiele
Die folgenden normierten Räume sind alle auch vollständig:
- der Raum der reellen oder komplexen Zahlen mit der Betragsnorm: {\displaystyle ({\mathbb {K} },|\cdot |)}
- der Raum der reellen oder komplexen Vektoren mit der p-Norm: {\displaystyle ({\mathbb {K} }^{n},\|\cdot \|_{p})}
- der Raum der reellen oder komplexen Matrizen mit der Frobeniusnorm: {\displaystyle ({\mathbb {K} }^{m,n},\|\cdot \|_{F})}
- der Raum der reell- oder komplexwertigen in p-ter Potenz summierbaren Folgen mit der ℓp-Norm: {\displaystyle (\ell ^{p},\|\cdot \|_{\ell ^{p}})}
- der Raum der reell- oder komplexwertigen beschränkten Funktionen mit der Supremumsnorm: {\displaystyle (B,\|\cdot \|_{\sup })}
- der Raum der reell- oder komplexwertigen stetigen Funktionen auf einer kompakten Definitionsmenge mit der Maximumsnorm: {\displaystyle (C^{0},\|\cdot \|_{\max })}
- der Raum der reell- oder komplexwertigen in p-ter Potenz Lebesgue-integrierbaren Funktionen mit der Lp-Norm: {\displaystyle (L^{p},\|\cdot \|_{L^{p}})}
- der Raum der reell- oder komplexwertigen beschränkt m-fach stetig differenzierbaren Funktionen mit der Cm-Norm: {\displaystyle (C^{m},\|\cdot \|_{C^{m}})}

Das folgende Beispiel ist genau dann vollständig, wenn der Vektorraum {\displaystyle W} vollständig ist:
- der Raum der beschränkten linearen Operatoren zwischen zwei reellen oder komplexen Vektorräumen mit der Operatornorm: {\displaystyle ({\mathfrak {L}}(V,W),\|\cdot \|_{{\mathfrak {L}}(V,W)})}

## Verwandte Räume

Einordnung normierter Räume in verschiedene Arten abstrakter Räume der Mathematik

### Spezialfälle

#### Skalarprodukträume
Eine Norm kann, muss aber nicht, durch ein Skalarprodukt (inneres Produkt) {\displaystyle \langle \cdot ,\cdot \rangle } definiert sein. Jeder Innenproduktraum ist mit der von dem Skalarprodukt induzierten Norm
{\displaystyle \|x\|={\sqrt {\langle x,x\rangle }}}
ein normierter Raum. Eine Norm ist genau dann durch ein Skalarprodukt induziert, wenn im resultierenden Raum die Parallelogrammgleichung erfüllt ist.
Ein vollständiger Innenproduktraum heißt Hilbertraum.

#### Vollständige Räume
Ein normierter Raum heißt vollständig, wenn jede Cauchy-Folge in diesem Raum einen Grenzwert besitzt. Ein vollständiger normierter Raum heißt Banachraum. Jeder normierte Raum lässt sich durch Bildung von Äquivalenzklassen von Cauchy-Folgen vervollständigen. Auf diese Weise erhält man einen Banachraum, der den ursprünglichen Raum als dichten Teilraum enthält.

### Verallgemeinerungen

#### Halbnormierte Räume
Ist {\displaystyle \|\cdot \|} nur eine Halbnorm, so spricht man von einem halbnormierten Raum. Aus einem Raum mit Halbnorm erhält man einen normierten Raum als Faktorraum. Dazu werden Elemente {\displaystyle x} und {\displaystyle y} miteinander identifiziert, die {\displaystyle \|x-y\|=0} erfüllen. In der Funktionalanalysis betrachtet man neben den normierten Räumen auch Vektorräume mit einer Menge von Halbnormen und kommt so zum Begriff des lokalkonvexen Raums.

#### Metrische und topologische Räume
Jede Norm induziert durch
{\displaystyle d(x,y)=\|x-y\|}
eine Metrik. Jeder normierte Raum ist also auch ein metrischer Raum {\displaystyle (V,d)} und weiterhin mit der Normtopologie {\displaystyle {\mathcal {T}}} auch ein topologischer Raum {\displaystyle (V,{\mathcal {T}})}. Damit sind in normierten Räumen topologische Begriffe, wie Grenzwert, Cauchy-Folge, Stetigkeit und Kompaktheit definiert. So konvergiert eine Folge {\displaystyle (x_{n})_{n}} genau dann gegen einen Grenzwert, {\displaystyle x}, wenn {\displaystyle \|x_{n}-x\|\rightarrow 0} gilt. Die Norm selbst ist eine stetige Abbildung in Bezug auf die durch sie induzierte Topologie. Der metrische Raum ist eine echte Verallgemeinerung des normierten Raumes, da es metrische Räume {\displaystyle (X,d)} gibt, in denen sich

(a) die Metrik {\displaystyle d} sich nicht durch eine Norm darstellen lässt und/oder

(b) {\displaystyle X} gar kein Vektorraum ist, etwa in Ermangelung einer algebraischen Struktur.
Äquivalente Normen induzieren dieselbe uniforme Struktur und damit dieselbe Topologie. In endlichdimensionalen Vektorräumen sind alle Normen zueinander äquivalent, in unendlichdimensionalen Räumen ist dies jedoch nicht der Fall.
Ein topologischer Vektorraum heißt normierbar, wenn seine Topologie von einer Norm erzeugt werden kann. Nach dem Normierbarkeitskriterium von Kolmogoroff wird die Topologie eines hausdorffschen topologischen Vektorraums genau dann durch eine Norm erzeugt, wenn dessen Nullvektor eine beschränkte und konvexe Umgebung besitzt.

#### Räume über bewerteten Körpern
Der Begriff des normierten Raums kann allgemeiner gefasst werden, indem statt Vektorräumen über dem Körper {\displaystyle \mathbb {K} } der reellen oder komplexen Zahlen beliebige Vektorräume über bewerteten Körpern {\displaystyle (K,|\cdot |)}, also Körpern mit einem Absolutbetrag {\displaystyle |\cdot |}, zugelassen werden.